# Frascati (vino)

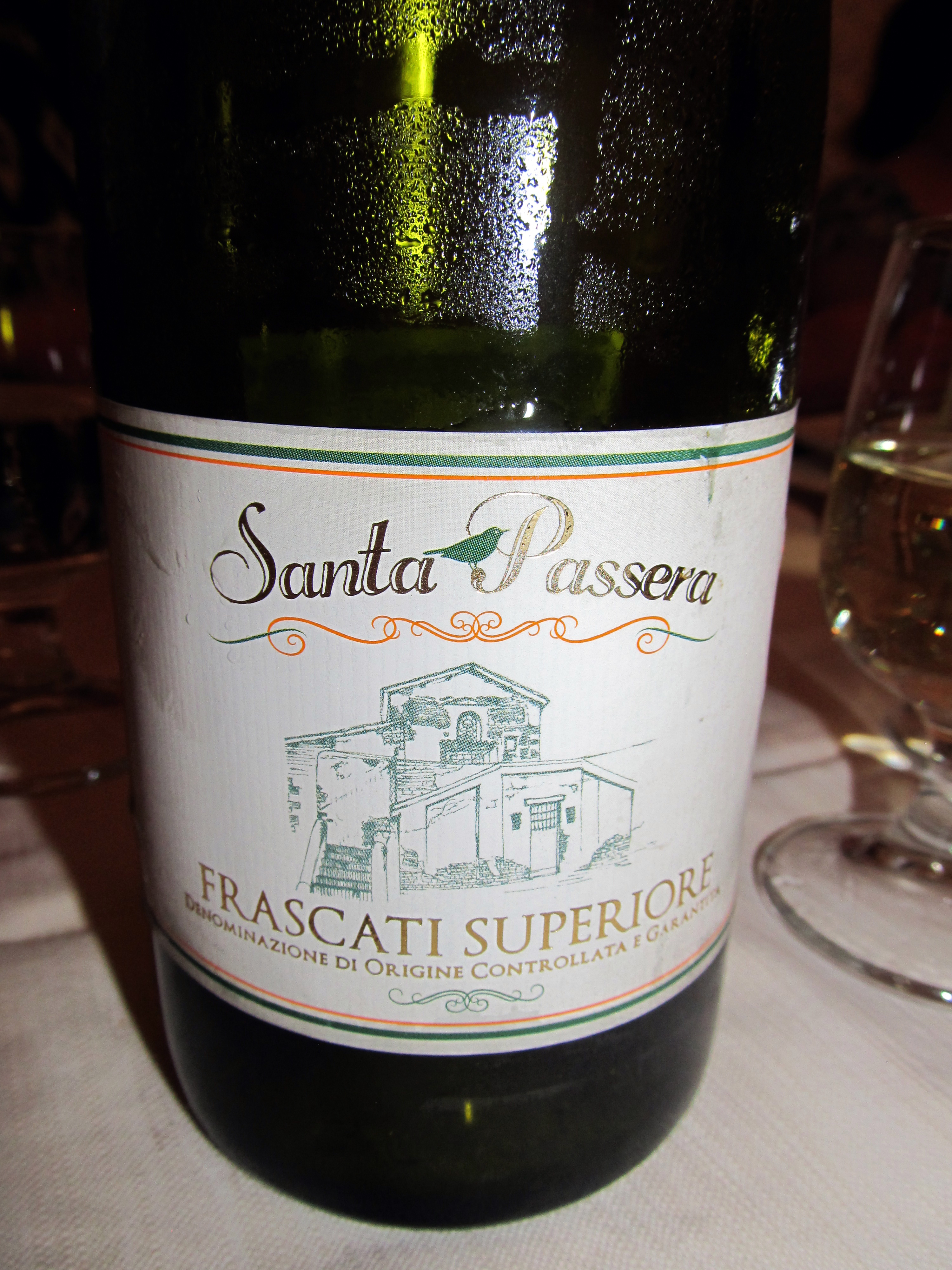
Un Frascati Superiore de la marca Santa Passera

El Frascati es un vino blanco italiano que toma su nombre del pueblo de Frascati, ubicado a 25 km al sureste de Roma, en Lacio, Italia. Elaborado con uvas Malvasia di Candia, Malvasia del Lazio, Grechetto, Bombino bianco y Trebbiano. 
Los descubrimientos arqueológicos de la antigua ciudad de Tusculum, ahora Frascati, demuestran el cultivo de uvas para el vino desde el siglo V a. C.. Frascati fue uno de los vinos preferidos en la Antigua Roma, de los Papas del Renacimiento, de los poetas y artistas visitantes en el Grand Tour (1700 y 1800); y de la generación La Dolce Vita en la década de 1960.
El Frascati obtuvo el estatus Denominazione di Origine Controllata (DOC) en 1966, el reconocimiento internacional como denominación de origen conforme al Sistema de Lisboa en 1969; y el estatus de DOCG (Denominazione di origine controllata e garantita) en 2011, lo que lo convierte en uno de los primeros vinos DOC de Italia. El área Frascati DOC/DOCG está ubicada en el corazón de las colinas Castelli Romani, Tusculum y Albani, al sur de Roma y al norte del lago Albano. Los viñedos varían de 200 a 1,000 pies de altura. Los suelos son bien drenados y volcánicos. La DOC permite un mínimo de 70% de malvasía (Bianca di Candia) y/o malvasía del Lazio (también conocida como Bombino) y un máximo de 30 % de trebbiano y/o greco y un máximo de 10 % de otras uvas blancas. Muchas de las bodegas de los viñedos tienen antiguas cuevas romanas. El vino Frascati es un ingrediente del aperitivo Frascati Frizz.
El 20 de septiembre de 2011, dos vinos Frascati obtuvieron el mayor reconocimiento DOCG:
- Frascati Superiore, un vino blanco.[6]
- Cannellino di Frascati, un vino dulce de postre.[6]